# Святониколаевская улица (Чернигов)
Святониколаевская улица (укр. Святомиколаївська вулиця) — улица в Новозаводском и Деснянском районах города Чернигова, исторически сложившаяся местность (район) Третьяк и Окольный град. Пролегает от улицы Ремесленная до улицы Василия Тарновского (Пушкина).
Примыкают улицы Княжая (Кирпоноса), проспект Мира, Борисоглебская (Серёжникова), Гончая.

## История
Согласно регулярному плану города, в 1805 году были проложены две улицы Покровская (западная часть современной улицы) и Николаевская (восточная часть современной улицы). Позже были объединены в единую Николаевскую улицу — в честь Николаевской церкви (построена в 1688 году, построена новая в 1862 году, не сохранилась), которая стояла на углу улиц Николаевской и Гончей. Улица была застроена индивидуальными домами, были построены 2-этажный дом почтамта и телефонной станции, дом Николаевского епархиального братства (1911—1912) на углу с улицей Шоссейная. После Октябрьской революции были построены несколько новых домов, в том числе 3-этажный жилой дом.
В 1906 году в подвале дома № 6/6 в период Первой русской революции находилась подпольная типография Черниговской социал-демократической организации.
В 1919 году Николаевская улица переименована на улица Карла Либкнехта — в честь немецкого политика, одного из основателей Коммунистической партии Германии Карла Пауля Фри́дриха А́вгуста Ли́бкнехта.
Во время Великой Отечественной войны большинство домов были полностью разрушены. После войны, в связи с новым планом застройки города, улица была разделена на три участка и уменьшилась в длине: была разбита аллея Героев, часть застроена 5-этажными домами современных улиц Серёжникова и Преображенская. В послевоенные годы были построены на первом участке улицы общежитие Черниговского филиала Киевского политехнического института (дом № 12), на втором участке — трёхэтажное здание фабрики индивидуального пошива и ремонта обуви (№ 19).
В 2002 году улица получила современное название — в честь исторической Николаевской церкви, которая стояла на углу улиц Николаевской и Гончей.
В 2018—2019 годах заброшенное здание закрытой фабрики индивидуального пошива и ремонта обуви (дом № 19) было перестроено (надстроен четвёртый этаж) под офисный центр (офис ИТ-компании	Astound Commerce).
В 2022 году началось строительство трёхсекционного 6-7-этажного дома (ЖК «Елецкий») на непарной стороне улицы после примыкания улицы Кирпоноса; усадебная застройка была ликвидирована (в частности на месте одноэтажного деревянного дома № 7/5 Святониколаевской улицы). До этого на парной стороне улицы после примыкания улицы Кирпоноса на месте ликвидированной усадебной застройки (дома № 8 и 10 Святониколаевской улицы, № 7 улицы Кирпоноса) в 2013 году был введён в эксплуатацию 5-этажный жилой дом (№ 7 улицы Кирпоноса).

## Застройка
Улица пролегает в северо-восточном направлении параллельно Преображенской улице. Улица состоит из трёх отдельных (без прямого проезда) участков, разделённых аллеей Героев и многоэтажной жилой застройкой улиц Серёжникова и Преображенская, длинами 280 м, 180 м и 180 м. Участок улицы до примыкания проспекта Мира относится к Новозаводскому району, после — Деснянскому.
Начало (до примыкания улицы Кирпоноса) и конец (после примыкания Гончей улицы) улицы заняты усадебной застройкой, остальная часть — смешанной застройкой — малоэтажной (2-3-4-этажные дома) и многоэтажной (5-этажные дома) жилой и нежилой, усадебной застройкой.
На улице сохранились одноэтажные дома конца XIX — начала XX веков. Некоторые дома, например № 8 и 10, в 2010—2020-е годы были снесены из-за строительства многоэтажных домов. Дом № 3 — 5-оконный кирпичный оштукатуренный дом, украшен рустованными пилястрами и венчающим карнизом. Дом № 4 — 9-оконный (ныне 8) деревянный на кирпичном фундаменте дом с двумя угловыми фронтонами, фасад обшит горизонтальной шалёвкой и расчленён пилястрами, линия карниза украшена резьбой, окна — сандриками, без наличников; левая часть фасада обшита сайдингом и пристроен тамбур со входом. Дом № 5/4 — кирпичный Г-образный в плане дом на высоком цоколе, горизонтальная линия карниза украшена резьбой. Дом № 6/6 — деревянный на кирпичном фундаменте дом с полуподвалом, с двумя входами. Дом № 7/5 — будет снесён — 8-оконный деревянный на кирпичном фундаменте дом на два входа, фасад обшит горизонтальной шалёвкой и расчленён пилястрами, горизонтальная линия карниза украшена резьбой, окна — наличниками и сандриками. Дом № 9 — 9-оконный оштукатуренный дом на высоком цоколе. Дом № 28/9 — 7-оконный (со стороны Гончей улицы) деревянный на кирпичном фундаменте одноэтажный Г-образный в плане дом, ныне большая часть обшита сайдингом, горизонтальная линия карниза украшена резьбой. Дом № 29 — 7-оконный оштукатуренный на кирпичном фундаменте одноэтажный дом на два входа. Дом № 30 — 4-оконный кирпичный оштукатуренный и покрашенный одноэтажный дом с деревянной верандой, позже появилась кирпичная пристройка с противоположной от веранды стороне. Дом № 32 — 5-оконный (как первый так и второй этаж) деревянный на кирпичном фундаменте 2-этажный дом. Дома № 31, 33 — деревянные на кирпичных фундаментах дома, фасады обшиты горизонтальной шалёвкой и расчленены пилястрами, украшены резьбой карнизов, окна — наличниками и сандриками.
Учреждения:
1. дом № 4 А — Культурный центр мусульманской молодёжи
2. дом № 9-19/15 — Черниговский областной филармонический центр фестивалей и концертных программ
3. дом № 19 — 4-этажный офисный центр — ранее 3-этажное здание фабрики индивидуального пошива и ремонта обуви
4. дом № 25 — детсад № 27
5. дом № 33 — общественная организация Черниговский центр социальной адаптации бездомных и бесприютных

- Памятник истории
Дом, где находилась подпольная типография Черниговской социал-демократической организации
- Начало улицы — между улицей Кирпоноса и проспектом Мира
- Памятник архитектуры и истории
Дом Николаевского епархиального братства
- Конец улицы — между улицами Гончая и Пушкина

Памятники архитектуры и истории:
1. дом № 6/6 — Дом, где в годы Первой русской революции находилась подпольная типография Черниговской социал-демократической организации (дом конца XIX века, 1906 год; мемориальная доска 1972, ныне демонтирована) — памятник истории местного значения — рекомендован к снятию с государственного учёта
2. дом № 9-19/15 — Здание Николаевского епархиального братства (конец XIX века) — архитектуры и истории местного значения

Есть ряд значимых и рядовых исторических зданий, что не являются памятниками архитектуры или истории: парная сторона на участке между проспектом Мира и улицей Серёжникова (дома относятся к другим улицам), усадебные одноэтажные дома № 28/9, 29, 30, двухэтажный дом № 32.
Мемориальные доски:
1. дом № 6/6 — подпольной типографии Черниговской социал-демократической организации — демонтирована[9] — на здании, где находилась